# Acta Geographica Croatica
Acta Geographica Croatica znanstveni je časopis Geografskog odsjeka PMF-a Sveučilišta u Zagrebu. Prvi broj objavljen je 1958. pod nazivom Radovi, a 1992. mijenja ime u Acta Geographica Croatica. Izlazi neredvotio, najčešće na dvogodišnjoj razini.
Časopis je u početku, tijekom djelovanja Geografskog instituta (čiji je pokretač bio prof. Ivan Crkvenčić), objavljivao izuzetno vrijedne znanstvene radove, primjerice doktorske disertacije, međutim izlazio je neredovito. Objavljivani su radovi na hrvatskom jeziku, dok su sažeci bili na engleskom, francuskom ili njemačkom jeziku.

## Vanjske poveznice
Mrežna mjesta
- Acta Geographica Croatica  Arhivirana inačica izvorne stranice od 18. siječnja 2018. (Wayback Machine) na Hrčku